# 富田直美
富田直美（とみた なおみ、男性、Naomi Tomita、1948年 - ）は静岡県出身の実業家であり、レボテックパートナー社の代表取締役社長。数々の米国企業を日本へ導入するコンサルティングを行い、デザイン会社D&Dスタジオのデザイン顧問も勤めている。 国際商科大学卒。デザイナーのハンス・ムート、CollabNet創立者ティム・オライリー、w:Brian Behlendorf、マーク・アンドリーセン、ベン・ホロウィッツとは親しい仲である。

## 略歴
- 1972年 株式会社田村電機製作所(現サクサホールディングス）　計数機事業部海外営業担当
- 1980年 オーディーエス　海外調査部部長、デザイン・システム事業部長
- 1988年 日本アシュトンテイト社長
- 1992年 ピクチャーテルジャパン社長
- 1998年 ピクチャーテル・コーポレーションアジア大洋州統括社長
- 1998年 NTT-Phoenix通信網（現、NTTビズリンク）取締役（兼務）
- 2000年 エンゲージジャパン社長
- 2002年 CollabNet日本法人社長
- 2003年	レボテックパートナー社長
- 2005年 Opsware日本法人社長
- 2008年 ArcSight日本法人社長　本社日本担当Vice President
- 2010年4月     多摩大学大学院　MBAコース Human Resources Empowerment担当　客員教授
- 2010年6月     パラレルス株式会社　代表取締役社長
- 2013年4月 ～  パラレルス株式会社　名誉会長
- 2013年3月 ～　一財・社会開発研究センター理事
- 2013年6月   一財・日本総合研究所理事
- 2013年10月～  GITOMER CERTIFIED ADVISOR　Jeffrey Gitomerの日本でただ一人の公認トレーナーに就任
- 2014年9月 ～  多摩大学経営情報学部　客員教授
- 2016年7月 ～　株式会社hapi-robo st 取締役（Co-Founder)
- 2016年10月　  株式会社エイチ・アイ・エス取締役CIO
- 2016年12月     ハウステンボス株式会社 取締役 CTO
- 2017年1月 ～　株式会社hapi-robo st 代表取締役社長
- 2019年7月 ～  学法・東京第一バプテスト学園　こひつじ幼稚園　理事長
- 2020年4月 ～  東京工業大学 Open Innovation 機構　アドバイザー
- 2025年4月～　東京科学大学Open Innovation 機構　アドバイザー
- 2025年4月～　宗法　日本 バプテスト東京第一教会　代表役員代務者に就任

## 団体経歴
- 東芝パソコンソフトウェア協議会会長
- 日本パソコンソフトウェア協会理事
- パソコンソフトウェア著作権協会副会長（初代）
- 狭帯域テレビ会議コンソーシアム副会長
- コンピューター補助教育コンソーシアム理事
- アジア太平洋地域モデル・ラジオコントロールカー協会（FEMCA）初代会長
- 日本モデルラジオコントロール協会理事
- 東京第一バプテスト学園こひつじ幼稚園理事長
- 財団法人・社会開発研究センター　理事
- 財団法人・日本総合研究所　理事

## 著書
- 『マルチメディア・知るから使うへ―知的生産革命』（日本経営協会総合研究所, 1995）ISBN 978-4818602182